# 2003년 1월
| 2003년: 1월 · 2월 · 3월 · 4월 · 5월 · 6월 · 7월 · 8월 · 9월 · 10월 · 11월 · 12월 |

| <          | 2003년 1월 | 2003년 1월 | 2003년 1월   | 2003년 1월 | 2003년 1월  | >          |
| 일         | 월         | 화         | 수           | 목         | 금          | 토         |
|            |            |            | 1 11.29 갑술 | 2 30 을해  | 3 12.1 병자 | 4 2 정축   |
| 5 3 무인   | 6 4 기묘   | 7 5 경진   | 8 6 신사     | 9 7 임오   | 10 8 계미   | 11 9 갑신  |
| 12 10 을유 | 13 11 병술 | 14 12 정해 | 15 13 무자   | 16 14 기축 | 17 15 경인  | 18 16 신묘 |
| 19 17 임진 | 20 18 계사 | 21 19 갑오 | 22 20 을미   | 23 21 병신 | 24 22 정유  | 25 23 무술 |
| 26 24 기해 | 27 25 경자 | 28 26 신축 | 29 27 임인   | 30 28 계묘 | 31 29 갑진  |            |

| 편집하기 |

## 2003년1월 1일
- 브라질의 루이스 이나시우 룰라 다 시우바 대통령이 정식으로 취임하다.
- 프랑스에서 전국적으로 다수의 차량 화재가 발생하여 379대의 차량이 전소되었다.

## 2003년1월 5일
- 텔아비브에서 2회의 자살 폭탄 테러가 발생하여 23명이 사망하다.

## 2003년1월 9일
- 국제 연합 안전보장이사회에서 모하메드 엘바라데이와 한스 블릭스가 이라크에 대량살상무기가 있다는 증거를 발견하지 못하였음을 보고했다. 그러나 동시에 이라크 정부의 협조가 불충분했음도 지적하다.

## 2003년1월 10일
- 조선민주주의인민공화국이 핵 확산 금지 조약의 탈퇴를 선언하다.

## 2003년1월 17일
- 피레네산맥을 관통하여 프랑스와 스페인을 잇는 전장 8602m의 송포르 터널(fr)이 개통되다. 이 터널은 해발 1100m가 넘는 곳에 있다.

## 2003년1월 23일
- 파키스탄 카라치에서 취재중이던 월스트리트저널 소속의 대니얼 펄(Daniel Pearl) 기자가 피랍되다.
- 프랑스 뫼르트에모젤주의 몽생마르탱(fr)에 있는 대우 공장에서 화재가 발생하다.

## 2003년1월 24일
- 대한민국 철도청, KORAIL로 CI 선포식을 가지다.

## 2003년1월 25일
- 대한민국의 인터넷 망이 마비되다.

## 2003년1월 31일
- 아프가니스탄 칸다하르에서 폭탄 테러가 발생하여 18명이 사망하다. 이 중 다수가 미국인이었다.